# Australia en los Juegos Olímpicos de Tokio 1964
Australia estuvo representada en los Juegos Olímpicos de Tokio 1964 por un total de 243 deportistas que compitieron en 19 deportes.  
El portador de la bandera en la ceremonia de apertura fue el esgrimista Ivan Lund.

## Medallistas
El equipo olímpico australiano obtuvo las siguientes medallas:
| Nombre                                               | Deporte             | Competición       |
| ---------------------------------------------------- | ------------------- | ----------------- |
| Oro                                                  |                     |                   |
| Betty Cuthbert                                       | Atletismo           | 400 m F           |
| Robert Windle                                        | Natación            | 1500 m libre M    |
| Ian O'Brien                                          | Natación            | 200 m braza M     |
| Kevin Berry                                          | Natación            | 200 m mariposa M  |
| Dawn Fraser                                          | Natación            | 100 m libre F     |
| William Northam Peter O'Donnell James Sargeant       | Vela                | 5.5 Meter M       |
| Plata                                                |                     |                   |
| Michele Brown                                        | Atletismo           | Salto de altura F |
| Lynette Bell Dawn Fraser Janice Murphy Robyn Thorn   | Natación            | 4 × 100 libre m F |
| Bronce                                               |                     |                   |
| Ron Clarke                                           | Atletismo           | 10 000 m M        |
| Marilyn Black                                        | Atletismo           | 200 m F           |
| Judith Pollock                                       | Atletismo           | 400 m F           |
| Pamela Kilborn                                       | Atletismo           | 80 m vallas F     |
| Equipo                                               | Hockey sobre hierba | Torneo M          |
| Theodore Boronovskis                                 | Judo                | Clase abierta M   |
| Allan Wood                                           | Natación            | 400 m M           |
| Allan Wood                                           | Natación            | 1500 m M          |
| David Dickson Peter Doak John Ryan Robert Windle     | Natación            | 4 × 100 m libre M |
| David Dickson Kevin Berry Ian O'Brien Peter Reynolds | Natación            | 4 × 200 m libre M |